# Bistum Quimper
Das Bistum Quimper (lat.: Dioecesis Corisopitensis) ist eine in Frankreich gelegene römisch-katholische Diözese mit Sitz in Quimper.

## Geschichte
Das Bistum wurde im 5. Jahrhundert errichtet und dem Erzbistum Tours als Suffraganbistum unterstellt. Am 29. November 1801 wurden dem Bistum Quimper Teile der Gebiete der Bistümer Saint-Pol-de-Léon und Tréguier angegliedert. Das Bistum Quimper wurde am 3. Januar 1859 dem Erzbistum Rennes als Suffraganbistum unterstellt.

## Weblinks

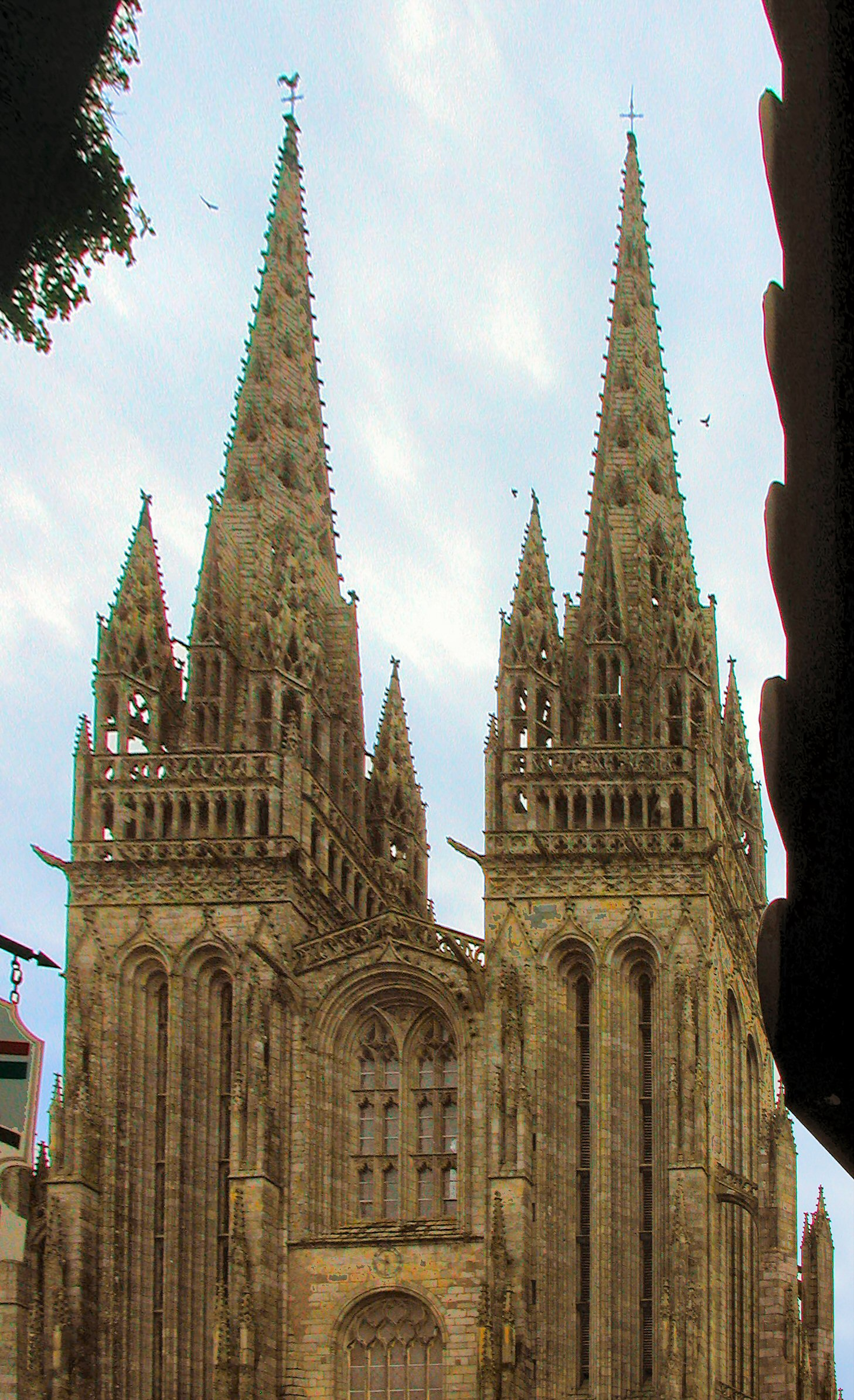
Kathedrale Saint-Corentin in Quimper